# 라이언 글린
라이언 글린(1974년 11월 1일 ~ )은 전 퉁이 라이온스의 야구 선수다. 버지니아군사대학교를 졸업했다.
한편, 일본에서는 단 4시즌만 던졌음에도 20보크를 기록하여 일본프로야구 통산 보크 기록 3위에 올라 있다.